# D.C.〜ダ・カーポ〜 スーパーベスト
『D.C.〜ダ・カーポ〜 スーパーベスト』は、CIRCUSのPCゲーム『D.C. 〜ダ・カーポ〜』シリーズのベスト・アルバム。2015年5月13日にランティスから発売された。

## 概要
2002年6月28日に第1作『D.C. 〜ダ・カーポ〜』が発売されてから13年目にして初となるベストアルバム。CD4枚組、これまでに発売されたシリーズ全作品から64曲を収録。ディスクジャケットには『D.C. 〜ダ・カーポ〜』の朝倉音夢、『D.C.II 〜ダ・カーポII〜』の朝倉音姫、『D.C.III 〜ダ・カーポIII〜』の森園立夏の3人が描かれている。

## 収録曲

### Disc1
1. ダ・カーポ 〜第2ボタンの誓い〜
作詞・作曲 - 『D.C.〜ダ・カーポ〜』制作委員会 / 編曲 - Angel Note / 歌 - yozuca*
  - PCゲーム『D.C. 〜ダ・カーポ〜』オープニングテーマ。
2. Dream 〜The ally of〜
作詞・作曲 - 『D.C.〜ダ・カーポ〜』制作委員会 / 編曲 - 長田直之 / 歌 - rino
  - PCゲーム『D.C. 〜ダ・カーポ〜』エンディングテーマ。
3. White Season
作詞 - tororo / 作曲・編曲 - Manabu Tsuchiya（土屋学） / 歌 - 天枷美春（CV.神田朱未）
  - PCゲーム『D.C. White Season 〜ダ・カーポ ホワイトシーズン〜』（D.C.W.S.）オープニングテーマ（歌はrino）。
  - PS2ゲーム『D.C. Four Seasons 〜ダ・カーポ〜 フォーシーズンズ』（D.C.F.S.）冬編イメージソング。
4. All my love of the World
作詞 - 畑亜貴 / 作曲 - 『D.C.〜ダ・カーポ〜』制作委員会 / 編曲 - Manabu Tsuchiya / 歌 - yozuca*
  - PCゲーム『D.C.W.S.』エンディングテーマ。
5. Special Day 〜太陽の神様〜
作詞・作曲 - yozuca* / 編曲 - 前澤寛之 / 歌 - 朝倉音夢（CV.野川さくら）
  - PCゲーム『D.C. Summer Vacation 〜ダ・カーポ サマーバケーション〜』（D.C.S.V.）オープニングテーマ（歌はyozuca*）。
  - PS2ゲーム『D.C.F.S.』夏編イメージソング
6. 二人だけの音楽会
作詞 - 畑亜貴 / 作曲・編曲 - chokix / 歌 - 白河ことり（CV.堀江由衣）
  - PS2ゲーム『D.C.F.S.』春編イメージソング。
7. 永遠の願い
作詞・作曲 - rino / 編曲 - 大久保薫 / 歌 - 芳乃さくら（CV.田村ゆかり）
  - PS2ゲーム『D.C.F.S.』秋編イメージソング。
8. IF：この世界で
作詞・作曲 - rino / 編曲 - 大久保薫 / 歌 - CooRie
  - PS2ゲーム『D.C.I.F. 〜ダ・カーポ〜 イノセントフィナーレ』（D.C.I.F.）オープニングテーマ。
9. サクラサクミライコイユメ
作詞・作曲 - tororo / 編曲 - Angel Note / 歌 - yozuca*
  - テレビアニメ『D.C. 〜ダ・カーポ〜』オープニングテーマ。
10. 未来へのMelody
作詞 - rino / 作曲・編曲 - 長田直之 / 歌 - CooRie
  - テレビアニメ『D.C. 〜ダ・カーポ〜』エンディングテーマ。
11. 存在
作詞 - rino / 作曲・編曲 - 長田直之 / 歌 - CooRie
  - テレビアニメ『D.C. 〜ダ・カーポ〜』エンディングテーマ。
12. サクライロノキセツ
作詞・作曲 - tororo / 編曲 - Angel Note / 歌 - yozuca*
  - テレビアニメ『D.C.S.S. 〜ダ・カーポ セカンドシーズン〜』（D.C.S.S.）オープニングテーマ。
13. 記憶ラブレター
作詞・作曲 - rino / 編曲 - 大久保薫 / 歌 - CooRie
  - テレビアニメ『D.C.S.S.』エンディングテーマ。
14. 暁に咲く詩
作詞・作曲 - rino / 編曲 - 大久保薫 / 歌 - CooRie
  - テレビアニメ『D.C.S.S.』エンディングテーマ。
15. ダ・カーポ 〜第2ボタンの誓い〜 〜Candy morning Ver.〜
作詞・作曲 - 『D.C.〜ダ・カーポ〜』制作委員会 / 編曲 - Angel Note / 歌 - 朝倉音夢（CV.野川さくら）
16. うたまるえかき唄
作詞・作曲 - 『D.C.〜ダ・カーポ〜』制作委員会 / 編曲 - HULK / 歌 - 桃井はるこ
  - PCゲーム『D.C.W.S.』挿入歌
  - テレビアニメ『D.C. 〜ダ・カーポ〜』エンディングテーマ。

### Disc2
1. beautiful flower
作詞・作曲・編曲 - 宇佐美宏 / 歌 - 美郷あき
  - PCゲーム『D.C.II 〜ダ・カーポII〜』第1部オープニングテーマ。
2. Especially
作詞 - くみはし佑 / 作曲・編曲 - 宇佐美宏 / 歌 - 橋本みゆき
  - PCゲーム『D.C.II 〜ダ・カーポII〜』第2部オープニングテーマ。
3. ダ・カーポII 〜あさきゆめみし君と〜
作詞・作曲 - tororo / 編曲 - Angel Note / 歌 - yozuca*
  - PCゲーム『D.C.II 〜ダ・カーポII〜』オープニングテーマ。
4. TIME WILL SHINE
作詞 - 原口知己 / 作曲・編曲 - 稲田昌宏 / 歌 - Alchemy+
  - PCゲーム『D.C.II 〜ダ・カーポII〜』挿入歌。
5. If... 〜I wish〜
作詞 - RUCCA / 作曲・編曲 - 宇佐美宏 / 歌 - 美郷あき
  - PCゲーム『D.C.II 〜ダ・カーポII〜』「朝倉音姫、朝倉由夢ルート」エンディングテーマ。
6. Little Distance
作詞 - RUCCA / 作曲 - 中野慎也 / 編曲 - 稲田昌宏 / 歌 - 桃田佳世子
  - PCゲーム『D.C.II 〜ダ・カーポII〜』「雪村杏、月島小恋ルート」エンディングテーマ。
7. まぶしくてみえない
作詞・作曲 - BABY FAZE / 編曲 - 鈴木マサキ / 歌 - yozuca*
  - PCゲーム『D.C.II 〜ダ・カーポII〜』「白河ななかルート」エンディングテーマ。
8. Spring has come
作詞・作曲 - rino / 編曲 - 大久保薫 / 歌 - rino
  - PCゲーム『D.C.II 〜ダ・カーポII〜』エンディングテーマ。
9. さよならの向こう側で
作詞 - ゆうまお / 作曲 - 津上潤也 / 編曲 - 大久保薫 / 歌 - 美郷あき
  - PS2ゲーム『D.C.II P.S. 〜ダ・カーポII〜 プラスシチュエーション』（D.C.II P.S.）「小鳥遊まひる、アイシアルート」エンディングテーマ。
10. ラブソングを君に
作詞 - rino / 作曲 - 松田彬人 / 編曲 - 安瀬聖 / 歌 - rino
  - PS2ゲーム『D.C.II P.S.』「高坂まゆき、エリカ・ムラサキルート」エンディングテーマ。
11. 1sec.
作詞 - ゆうまお / 作曲・編曲 - 太田雅友 / 歌 - 瀬名
  - PS2ゲーム『D.C.II P.S.』「花咲茜、沢井麻耶ルート」エンディングテーマ。
12. サクラキミニエム
作詞・作曲 - tororo / 編曲 - 黒須克彦 / 歌 - yozuca*
  - テレビアニメ『D.C.II 〜ダ・カーポII〜』オープニングテーマ。
13. 優しさは雨のように
作詞・作曲 - rino / 編曲 - 大久保薫 / 歌 - CooRie
  - テレビアニメ『D.C.II 〜ダ・カーポII〜』エンディングテーマ。
14. サクラ アマネク セカイ
作詞・作曲 - tororo / 編曲 - 藤田淳平 / 歌 - yozuca*
  - テレビアニメ『D.C.II S.S. 〜ダ・カーポII セカンドシーズン〜』（D.C.II S.S.）オープニングテーマ。
15. 僕たちの行方
作詞・作曲 - rino / 編曲 - 大久保薫 / 歌 - CooRie
  - テレビアニメ『D.C.II S.S.』エンディングテーマ。

### Disc3
1. Happy my life 〜Thank you for everything!!〜
作詞・作曲 - tororo / 編曲 - Angel Note / 歌 - yozuca*
  - PCゲーム『D.C.II Spring Celebration 〜ダ・カーポII〜 スプリング セレブレイション』（D.C.II S.C.）オープニングテーマ。
2. with 〜輝きのフィルム〜
作詞・作曲 - rino / 編曲 - 河合英嗣 / 歌 - ひなき藍、きのみ聖、立花あや
  - PCゲーム『D.C.II S.C.』「風見学園演劇部 〜卒業公演〜」オープニングテーマ。
3. HAPPY CHERRY FESTA!
作詞 - こだまさおり / 作曲・編曲 - 黒須克彦 / 歌 - 美郷あき
  - PCゲーム『D.C.II S.C.』「アルティメットプレストーリーズ」オープニングテーマ。
4. 君のとなり
作詞 - rino / 作曲 - 黒須克彦 / 編曲 - 海星響 / 歌 - 美郷あき
  - PCゲーム『D.C.II S.C.』「あふた〜すと〜り〜ず」オープニングテーマ。
5. 桜の羽根 〜Endless memory〜
作詞・作曲 - rino / 編曲 - 大久保薫 / 歌 - CooRie
  - PCゲーム『D.C.II S.C.』エンディングテーマ。
6. レンブラントの光
作詞・作曲 - yozuca* / 編曲 - chokix / 歌 - yozuca*
  - PCゲーム『D.C.II To You 〜ダ・カーポII〜 トゥーユー』（D.C.II T.Y.）オープニングテーマ。
7. 雨上がりに咲いた虹
作詞・作曲 - yozuca* / 編曲 - 東タカゴー / 歌 - yozuca*
  - PCゲーム『D.C.II T.Y.』「紫陽花」エンディングテーマ。
8. 未来へのお守り
作詞・作曲 - rino / 編曲 - 末廣健一郎 / 歌 - rino
  - PCゲーム『D.C.II T.Y.』「機械の心」エンディングテーマ。
9. 今を生きて
作詞・作曲 - rino / 編曲 - 安瀬聖 / 歌 - rino
  - PCゲーム『D.C.II T.Y.』「まひるに降る雨」エンディングテーマ。
10. Graduation from yesterday
作詞・作曲 - rino / 編曲 - 安瀬聖 / 歌 - yozuca*
  - PCゲーム『D.C.II Fall in Love 〜ダ・カーポII〜 フォーリンラブ』（D.C.II F.L.）オープニングテーマ。
11. 恋のローラーコースター
作詞・作曲 - yozuca* / 編曲 - lotta / 歌 - 橋本みゆき
  - PCゲーム『D.C.II F.L.』「あふた〜すと〜り〜ず」オープニングテーマ。
12. 一緒にDO MY BEST!!
作詞・作曲 - rino / 編曲 - 河合英嗣 / 歌 - 朝倉音姫（CV.ひなき藍）、朝倉由夢（CV.きのみ聖）、月島小恋（CV.立花あや）
  - PCゲーム『D.C.II F.L.』「風見学園演劇部 〜秋公演〜」オープニングテーマ。
13. Love Motion
作詞・作曲 - rino / 編曲 - 河合英嗣 / 歌 - 美郷あき
  - PCゲーム『D.C.II F.L.』「アルティメットバトル」オープニングテーマ。
14. 桜風
作詞・作曲 - rino / 編曲 - 大久保薫 / 歌 - CooRie
  - PCゲーム『D.C.II F.L.』エンディングテーマ。
15. Dream on〜コイセヨオトメ〜
作詞 - rino / 作曲・編曲 - 虹音 / 歌 - Otome&Yume&Koko（ひなき藍、きのみ聖、立花あや）
  - ランティスウェブラジオ『D.C.II 〜ダ・カーポII〜 風見学園放送部』主題歌。
16. Wonderful Days!
作詞・作曲 - yozuca* / 編曲 - lotta / 歌 - yozuca*
  - PCゲーム『D.C.III R 〜ダ・カーポIII アール〜』「桜風のアルティメットバトル」エンディングテーマ。
17. 空の続き 風の予感
作詞 - rino / 作曲 - yozuca* / 編曲 - chokix / 歌 - 南條愛乃
  - PCゲーム『D.C.II P.C. 〜ダ・カーポII〜 プラスコミュニケーション』（D.C.II P.C.）初回限定特典「スペシャルソングCD」に収録されたイメージソング。

### Disc4
1. ダ・カーポIII 〜キミにささげる あいのマホウ〜
作詞・作曲 - tororo / 編曲 - 黒須克彦 / 歌 - yozuca*
  - PCゲーム『D.C.III 〜ダ・カーポIII〜』オープニングテーマ。
2. ハジマリノウタ
作詞・作曲 - tororo、No Life Negotiator / 編曲 - No Life Negotiator / 歌 - No Life Negotiator（ボーカル：楓）
  - PCゲーム『D.C.III 〜ダ・カーポIII〜』「風見鶏編」オープニングテーマ。
3. shiny steps!!
作詞・作曲 - tororo、No Life Negotiator / 編曲 - No Life Negotiator / 歌 - 三森すずこ、寺川愛美
  - PCゲーム『D.C.III 〜ダ・カーポIII〜』「ヒロインルート」オープニングテーマ。
4. TRUE MAGIC.....
作詞 - tororo / 作曲 - HΛL、Hiroki / 編曲 - HΛL / 歌 - YURiCa/花たん
  - PCゲーム『D.C.III 〜ダ・カーポIII〜』「Da Capoルート」オープニングテーマ。
5. ひらり涙
作詞・作曲 - rino / 編曲 - 戸田章世 / 歌 - CooRie
  - PCゲーム『D.C.III 〜ダ・カーポIII〜』挿入歌。
6. 君がいた未来 君といない未来
作詞・作曲 - yozuca* / 編曲 - lotta / 歌 - yozuca*
  - PCゲーム『D.C.III 〜ダ・カーポIII〜』挿入歌。
7. All is Love for you
作詞・作曲・編曲 - rino / 歌 - CooRie
  - PCゲーム『D.C.III 〜ダ・カーポIII〜』エンディングテーマ。
8. 春風に願いを
作詞・作曲 - rino / 編曲 - 西脇辰弥 / 歌 - 佐藤ひろ美
  - PCゲーム『D.C.III 〜ダ・カーポIII〜』「ヒロインルート」エンディングテーマ。
9. Platinum Days
作詞 - rino / 作曲 - yozuca* / 編曲 - Scuderia K / 歌 - yozurino*
  - PCゲーム『D.C.III P.P. 〜ダ・カーポIII プラチナパートナー〜』（D.C.III P.P.）オープニングテーマ。
10. タイムカプセル
作詞・作曲 - yozuca* / 編曲 - lotta / 歌 - 新田恵海
  - PCゲーム『D.C.III P.P.』挿入歌。
11. 桜色の願い
作詞・作曲 - rino / 編曲 - 長田直之 / 歌 - CooRie
  - PCゲーム『D.C.III P.P.』エンディングテーマ。
12. my happy days
作詞・作曲 - yozuca* / 編曲 - 長田直之 / 歌 - yozuca*
  - PCゲーム『D.C.III P.P.』挿入歌。
13. サクラハッピーイノベーション
作詞・作曲 - tororo / 編曲 - 中土智博 / 歌 - 森園立夏（CV.新田恵海）、芳乃シャルル（CV.宮崎羽衣）、葛木姫乃（CV.佐々木未来）、瑠川さら（CV.桜咲千依）、陽ノ下葵（CV.海保えりか）
  - テレビアニメ『D.C.III 〜ダ・カーポIII〜』オープニングテーマ。
14. REFLECTION
作詞・作曲 - rino / 編曲 - 戸田章世 / 歌 - 森園立夏（CV.新田恵海）
  - テレビアニメ『D.C.III 〜ダ・カーポIII〜』エンディングテーマ。
15. 会いたいよ
作詞・作曲 - yozuca* / 編曲 - lotta / 歌 - yozuca*
  - テレビアニメ『D.C.III 〜ダ・カーポIII〜』エンディングテーマ。
16. メグル
作詞・作曲 - rino / 編曲 - 長田直之 / 歌 - CooRie
  - テレビアニメ『D.C.III 〜ダ・カーポIII〜』エンディングテーマ。